# ムガル帝国の君主
ムガル帝国の君主（ウルドゥー語: مغل شہنشاہ, ペルシア語: شاهنشاهان هندوستان, 英語: Mughal emperors）では、1526年から1858年まで続いた北インドのムガル帝国の君主を代数順に説明する。

## 概要
1526年、ティムール朝の一族バーブルは第一次パーニーパットの戦いでローディー朝を倒し、ムガル帝国を創始した。皇帝の称号はティムール朝時代から使用していたパーディシャー（パードシャー）を使用した。
以降、1858年に最後の君主バハードゥル・シャー2世がインド大反乱で捕えられてイギリスに廃されるまで、パードシャーの称号は使用された。また、ムガル帝国はバハードゥル・シャー2世の治世まで一貫してティムールを始祖と仰いでいた。

## 一覧
| 代数   | 肖像 | 名前                                                        | 生年   | 在位                            | 没年   | 備考 |
| ------ | ---- | ----------------------------------------------------------- | ------ | ------------------------------- | ------ | --- |
| 初代   |      | バーブル بابر                                               | 1483年 | 1526年 - 1530年                 | 1530年 | パーニーパットの戦い ムガル帝国の建国                                                                           |
| 第2代  |      | フマーユーン ہمایوں                                         | 1508年 | 1530年 - 1540年 1555年 - 1556年 | 1556年 | スール朝による支配中断                                                                                          |
| 第3代  |      | アクバル اکبر اعظم                                          | 1542年 | 1556年 - 1605年                 | 1605年 | 第二次パーニーパットの戦い ラージプートとの同盟 ジズヤの廃止 ディーネ・イラーヒー（英語）の創始                 |
| 第4代  |      | ジャハーンギール جہانگیر                                    | 1569年 | 1605年 - 1627年                 | 1627年 | 第一次ムガル・サファヴィー戦争（英語）                                                                          |
| 第5代  |      | シャー・ジャハーン شاہ جہان اعظم                            | 1592年 | 1627年 - 1658年                 | 1666年 | 第二次ムガル・サファヴィー戦争（英語） タージ・マハルの建設                                                     |
| 第6代  |      | アウラングゼーブ （アーラムギール） عالمگیر                 | 1618年 | 1658年 - 1707年                 | 1707年 | シヴァージーの反抗 ヒンドゥー教への弾圧 ジズヤの復活 デカン戦争 帝国の領土最大                                  |
| 第7代  |      | バハードゥル・シャー1世 （シャー・アーラム） بہادر شاہ      | 1643年 | 1707年 - 1712年                 | 1712年 | |
| 第8代  |      | ジャハーンダール・シャー جہاندار شاہ                        | 1661年 | 1712年 年– 1713年               | 1713年 | ズルフィカール・ハーンによる改革（ジズヤの廃止など）                                                            |
| 第9代  |      | ファッルフシヤル فرخ سیر                                    | 1685年 | 1713年 - 1719年                 | 1719年 | サイイド兄弟による政治                                                                                          |
| 第10代 |      | ラフィー・ウッダラジャート رفیع اُد درجات                    | 1699年 | 1719年                          | 1719年 | |
| 第11代 |      | ラフィー・ウッダウラ （シャー・ジャハーン2世） شاہ جہاں دوم | 1696年 | 1719年                          | 1719年 | |
| 第12代 |      | ムハンマド・シャー محمد شاہ                                 | 1702年 | 1719年 - 1748年                 | 1748年 | サイイド兄弟の排除 宰相・諸州の太守独立 マラーター王国によるデリー攻撃 ナーディル・シャーによるデリー略奪・破壊 |
| 第13代 |      | アフマド・シャー احمد شاہ بہادر                             | 1725年 | 1748年 - 1754年                 | 1775年 | |
| 第14代 |      | アーラムギール2世 عالمگیر دوم                               | 1699年 | 1754年 - 1759年                 | 1759年 | |
| 第15代 |      | シャー・アーラム2世 شاہ عالم دوم                            | 1728年 | 1759年 - 1806年                 | 1806年 | 第三次パーニーパットの戦い ブクサールの戦い 第二次マイソール戦争 イギリスの保護下に入る                         |
| 第16代 |      | アクバル2世 اکبر شاہ دوم                                    | 1760年 | 1806年 - 1837年                 | 1837年 | |
| 第17代 |      | バハードゥル・シャー2世 بہادر شاہ دوم                       | 1775年 | 1837年 - 1858年                 | 1862年 | インド大反乱によりビルマへ追放 ムガル帝国の滅亡                                                                 |